# Garagetaper
Garagetaper är Eddie Meduzas tredje studioalbum. På detta album blev Eddie Meduza mer eller mindre tvingad av skivbolaget (CBS) att inkludera fler komiska låtar än på tidigare album. Många är nyinspelningar av låtar från de kassettband Eddie Meduza sålde på postorder från mitten av 70-talet. Eddie Meduza har i en intervju sagt att detta var det album han var minst nöjd med.
"Denna skiva är inspelad i Eddie Meduzas garage" enligt konvoluten till CD-versionen av albumet. Omslagsbilden är en parodi på omslagsbilden på Frank Zappas album Joe's Garage. LP-versionen släpptes 1980, CD-versionen släpptes 2002.
"Reaktorn läck i Barsebäck" dök tre år senare upp som första halvan av låten "Boyazont" på Europe's debutalbum. Eddie Meduza står med som kompositör på konvolutet tillsammans med John Norum som spelade med honom i många år, på skivor och turnéer. "Reaktorn läck i Barsebäck" har blivit omåttligt populär i Mexiko, där låten döpts om till "Himno a la banda".

## Låtlista (LP-version)
Sida ett
1. "Caught-rock" - 2:15
2. "Like a Cherokee" - 3:51
3. "Mississippi Way" - 2:24
4. "Smällfete Sigges hode" - 3:09
5. "Summertime Blues" (Musik: Eddie Cochran, svensk text Eddie Meduza) - 2:45
6. "Reaktorn läck i Barsebäck" - 3:56

Sida två
1. "Råttan i pottan" - 0:59
2. "Såssialdemokraterna" - 2:23
3. "Hakan" - 2:07
4. "Westgotisk nidvisa" - 1:53
5. "Torgnys svettiga ansikte" - 3:20
6. "Va' den grön så får du en ny" - 3:50
7. "Fånga kräftor å lägga i en balja" - 2:15
8. "En rock i Velinga" - 1:28

## Låtlista (CD-version)
1. Caught-rock
2. Like a Cherokee
3. Mississippi way
4. Smällfete Sigges hode
5. Summertime blues (Musik: Eddie Cochran, svensk text Eddie Meduza)
6. Reaktorn läck i Barsebäck
7. Råttan i pottan
8. Såssialdemokraterna
9. Hakan
10. Westgotisk nidvisa
11. Torgnys svettiga ansikte
12. Va' den grön så får du en ny
13. Fånga kräftor å lägga i en balja
14. En rock i Velinga
15. Norwegian Boogie (Inspelad 1979)
16. Roll over Beethoven (Inspelad 1979, Text och musik: Chuck Berry)
17. Hallå Louise (Från A Non Smoking Generation)